# Shane Gillis
Shane Michael Gillis (Mechanicsburg, 11 december 1987) is een Amerikaans stand-upcomedian, acteur en schrijver.

## Biografie
Gillis werd in 1987 te Mechanicsburg geboren uit Iers-katholieke ouders. In 2006 behaalde hij aan de Trinity High School zijn secundaire diploma. Na even de United States Military Academy te hebben geprobeerd speelde Gillis een jaar football aan de Elon University, waarna hij aan de West Chester University afstudeerde; om vervolgens in Spanje een half jaar Engelse les te geven.

## Carrière
In 2012 begon Gillis als stand-upcomedian op te treden, eerst in Harrisburg en Lancaster. Hij verhuisde naar Philadelphia om zijn carrière een betere kans te geven. In 2016 won hij de 'Helium Comedy Club's jaarlijkse Philly's Phunniest.
Met Matt McCusker begon Gillis in 2016 Matt and Shane's Secret Podcast. In 2017 was hij geregeld te gast bij 'The Bonfire' en hij begon met Tommy Pope een wekelijkse show genaamd A Fair One. In 2019 werden Gillis' optredens in Comedy Centrals 'Clusterfest' en 'Just for Laughs' in Montreal goed ontvangen.
In 2019 kondigde Saturday Night Live aan Gillis, Bowen Yang en Chloe Fineman in het team op te nemen. Nadat fragmenten uit de Matt and Shane's Secret Podcast begonnen de ronde te doen werd Gillis gecanceld. Volgens Gillis waren de fragmenten uit context getrokken, verkeerd begrepen of niet kwetsend bedoeld.
Gillis begon in 2020 met John McKeever de internetserie 'Gilly and Keeves', een sketchshow. Een jaar later plaatste hij zijn eerste zaalshow, Shane Gillis: Live in Austin, op YouTube. Nog sinds 2021 is Gillis samen met Ari Shaffir en Mark Normand geregeld te gast bij Joe Rogan. In 2023 zond Netflix zijn tweede zaalshow uit: Shane Gillis: Beautiful Dogs.
Sinds 2024 zendt Netflix de door Gillis geschreven en geproduceerde komische serie Tires uit. Hij speelt er zelf ook in mee. Op 24 februari 2024 presenteerde Gillis een aflevering van het programma 'Saturday Night Live' dat hem eerder had gecanceld.

## Zaalshows
| Jaar | Titel                        | Opmerkingen            |
| ---- | ---------------------------- | ---------------------- |
| 2021 | Shane Gillis: Live in Austin | YouTube comedy special |
| 2023 | Shane Gillis: Beautiful Dogs | Netflix comedy special |

## Televisie
| Jaar      | Titel               | Rol                  | Opmerkingen                        |
| --------- | ------------------- | -------------------- | ---------------------------------- |
| 2016      | Delco Proper        | stem                 | aflevering: For the Troops         |
| 2020–2021 | Gilly and Keeves    | verschillende rollen | ook als schrijver, 12 afleveringen |
| 2023      | Bupkis              | Gilly                | 2 afleveringen                     |
| 2024      | Saturday Night Live | presentator          | aflevering: Shane Gillis/21 Savage |
| 2024-2025 | Tires               | Shane                | Netflixserie 2 seizoenen           |